# Liste der Monuments historiques in Clisson
Die Liste der Monuments historiques in Clisson führt die Monuments historiques in der französischen Gemeinde Clisson auf.

## Liste der Bauwerke
| Bezeichnung                         | Beschreibung                                         | Standort                     | Kennzeichnung | Schutzstatus   | Datum     | Bild           |
| ----------------------------------- | ---------------------------------------------------- | ---------------------------- | ------------- | -------------- | --------- | -------------- |
| Ehemaliges Stadttor                 | Erbaut im 16. Jahrhundert                            | Rue des Halles (Lage)        | PA00108594    | Classé         | 1984      | weitere Bilder |
| Ehemalige Kapelle des Templerordens | Erbaut im 12./13. Jahrhundert                        | (Lage)                       | PA00108587    | Classé         | 1975      | weitere Bilder |
| Pont Saint-Antoine                  | Brücke, erbaut im 15. Jahrhundert                    | (Lage)                       | PA00108592    | Classé         | 1922      | weitere Bilder |
| Markthalle                          | Erbaut im 17. Jahrhundert                            | Rue des Halles (Lage)        | PA00108591    | Classé         | 1923      | weitere Bilder |
| Kirche Notre-Dame                   | Erbaut im 19. Jahrhundert                            | Place de l'Eglise (Lage)     | PA44000036    | Inscrit        | 2006      | weitere Bilder |
| Pont de la Vallée                   | Brücke über die Sèvres                               | (Lage)                       | PA00108593    | Classé         | 1922      | weitere Bilder |
| Ehemalige Kirche St-Jacques         | Erbaut im 12. Jahrhundert                            | (Lage)                       | PA00108590    | Inscrit        | 1941      |                |
| Kirche La Trinité                   | Erbaut im 12. Jahrhundert und 1869                   | Place de la Trinité (Lage)   | PA44000005    | Inscrit        | 1997      | weitere Bilder |
| Domaine de la Garenne-Lemot         | auch auf dem Gebiet der Gemeinden Gétigné und Cugand | (Lage)                       | PA00108589    | Inscrit/Classé | 1969/1988 | weitere Bilder |
| Burg Clisson                        | Erbaut ab dem 13. Jahrhundert                        | (Lage)                       | PA00108588    | Classé         | 1924      | weitere Bilder |
| Villa de la Garenne-Valentin        | Erbaut in den 1810er Jahren                          | 5 place de la Trinité (Lage) | PA44000006    | Inscrit        | 1997      |                |